# سلفی (عکاسی)

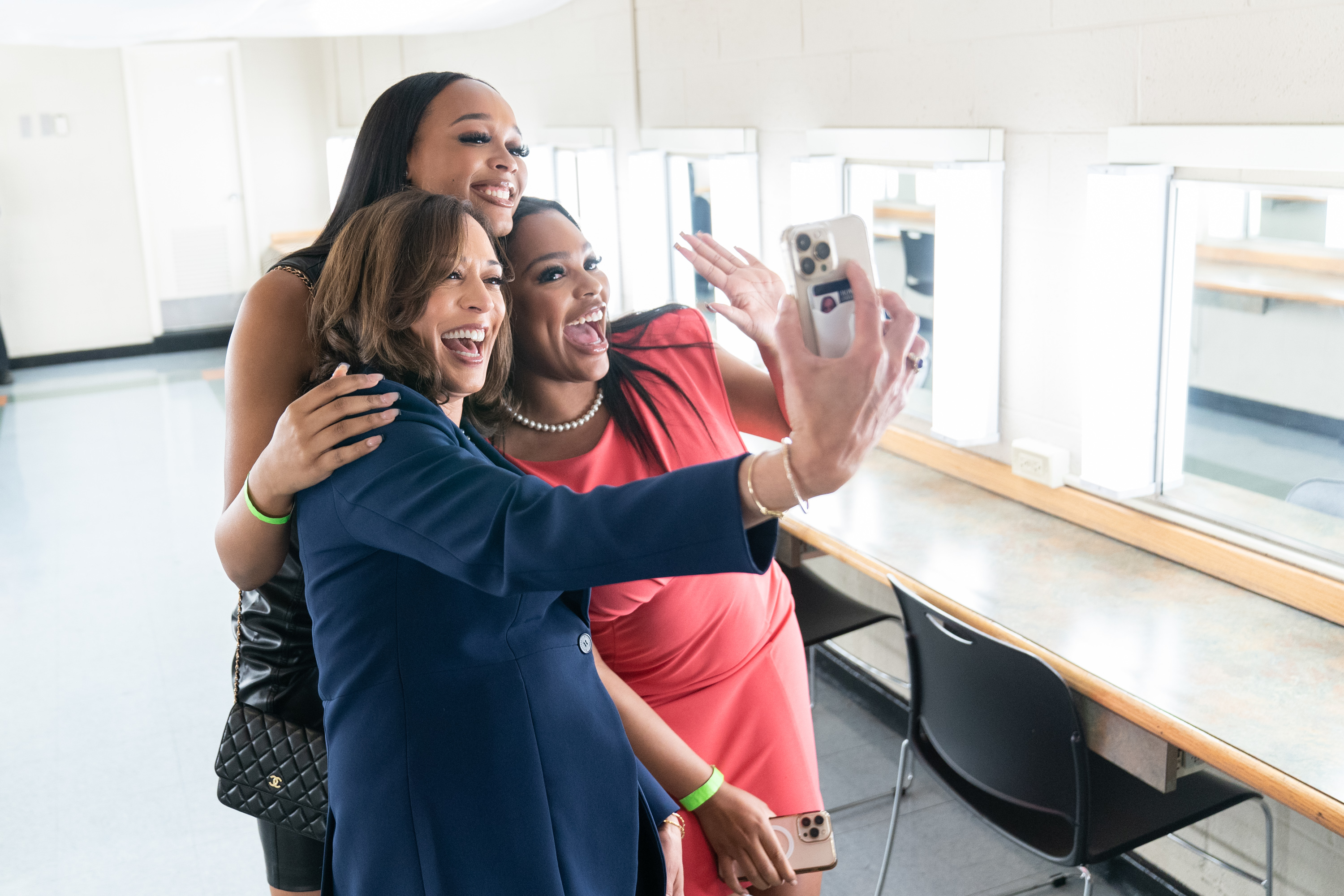
سلفی کاملا هریس در دانشگاه هاروارد، نوامبر ۲۰۲۲

خودعکس یا سلفی (به انگلیسی: Selfie)  به نوعی خودنگاره یا عکاسی پرتره گفته می‌شود که توسط خود فرد و اغلب به‌وسیله دوربین تلفن همراه گرفته می‌شود. خودعکسی ها بیشتر در شبکه‌های اجتماعی چون: فیس‌بوک، گوگل پلاس، اینستاگرام و مانند آن‌ها به اشتراک گذاشته می‌شوند.
تا پیش از ژوئن ۲۰۱۳ در اینستاگرام (شبکه اشتراک گذاری عکس) بیش از ۲۷۲ میلیون نفر از هشتک سلفی (Selfie#) استفاده کرده و ۳۳۰ میلیون نفر نیز از هشتک من (Me#) استفاده کرده بودند.
بیشتر خودعکسی ها با نگه داشتن دوربین با دست و تاجای ممکن دور از خود و چرخش لنز دوربین به سمت خود گرفته می‌شود. این روش عکاسی جایگزین عکاسی به کمک زمان سنج خودکار است. در برخی از موارد افراد با استفاده از پایه خودعکسی اقدام به خودعکسی می‌کنند تا با افزایش فاصله دوربین عکاسی با خود، فضای وسیعتری را به تصویر بکشند.

## تاریخچهٔ خودعکس

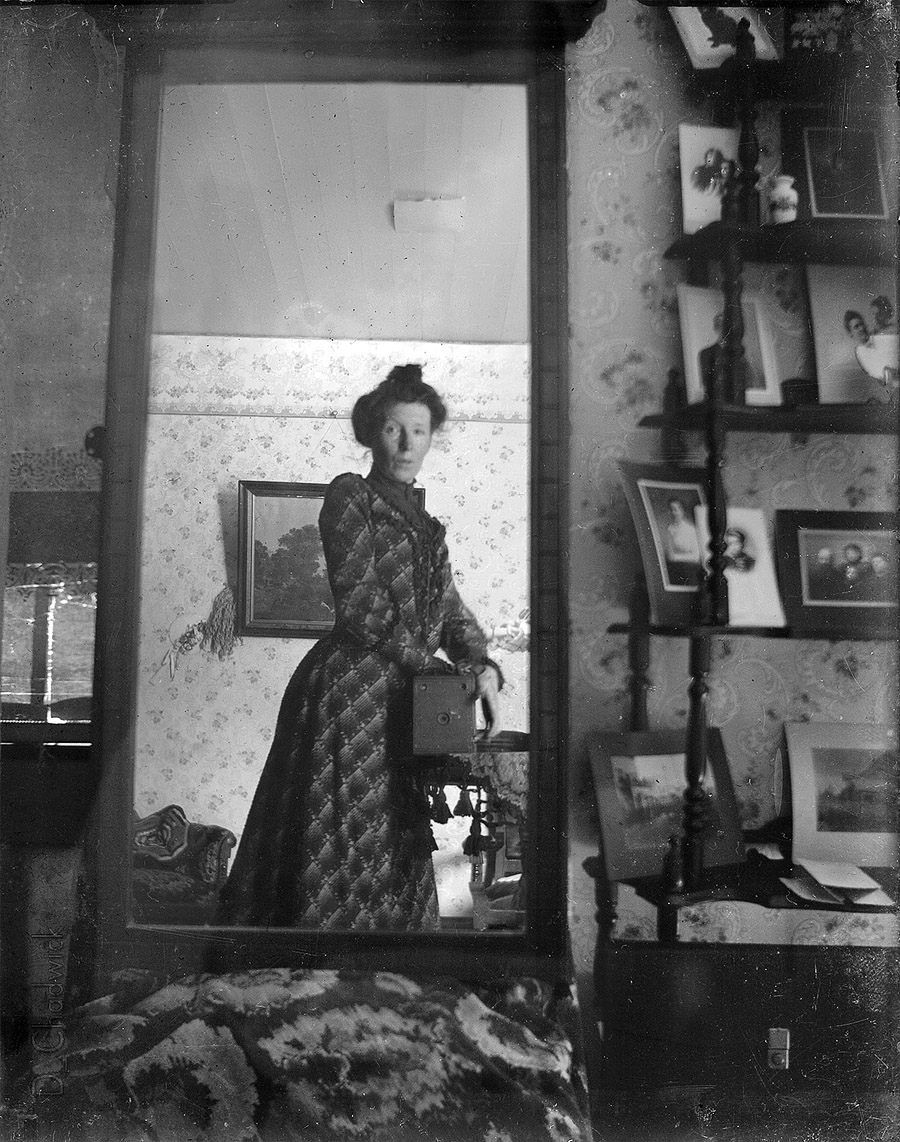
زنی که عکسی از خود در آینه در سال ۱۹۰۰ گرفت.

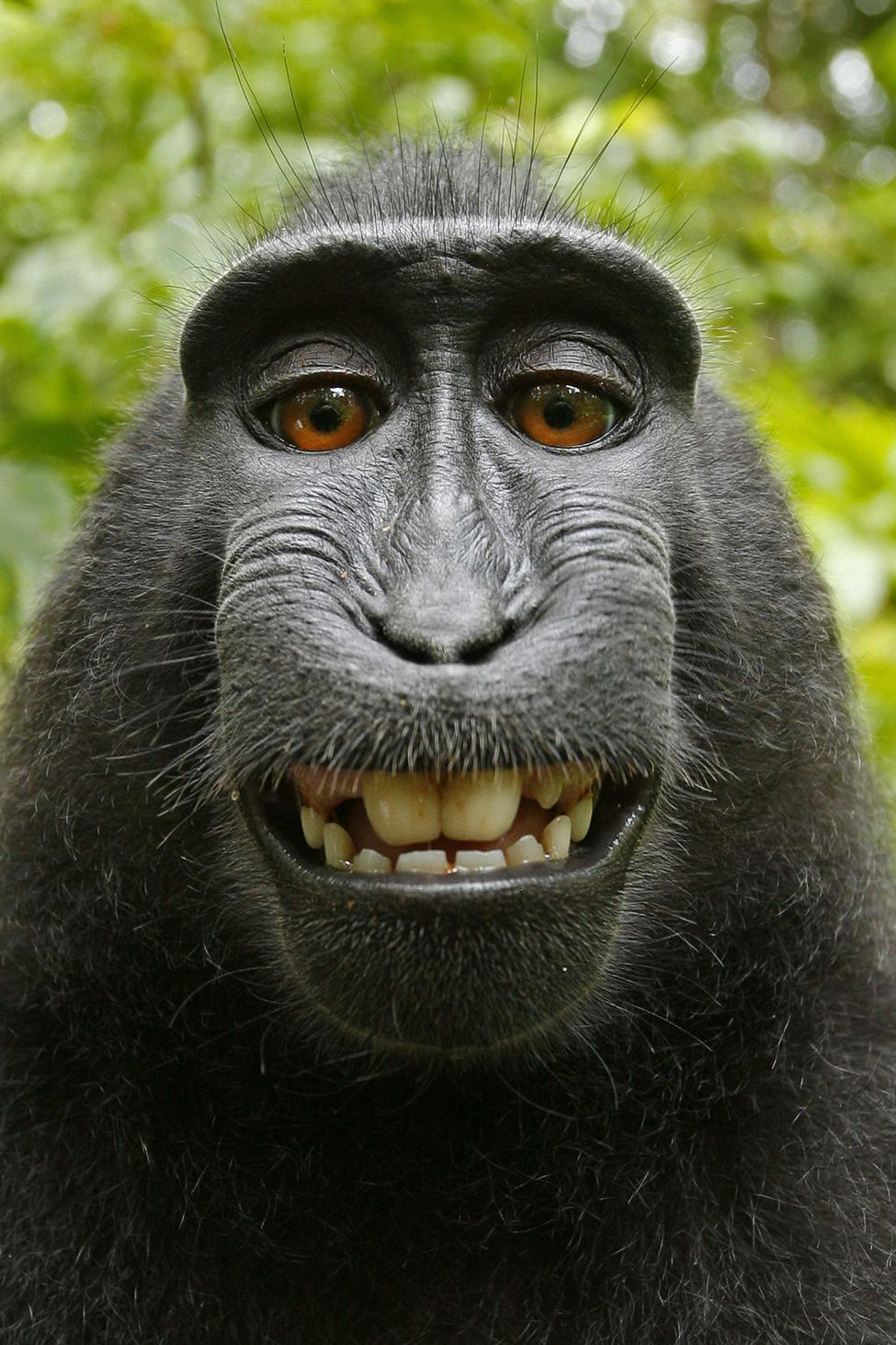
سلفی جنجالی یک میمون سیاه کاکل‌دار در ویکی‌پدیا

اولین سلفی به‌شکل نوین در اوایل سدهٔ بیستم توسط جوزف بایرون، مؤسس کمپانی عکاسی بایرون و بن فالک گرفته شده‌است. پنج نفری که در این عکس حاضر هستند عکاسان شرکت بایرون هستند. این عکس در پشت بام مارسیو استودیو در خیابان پنجم نیویورک گرفته شده‌است. شرکت بایرون در سال ۱۸۹۲ در منهتن توسط جوزف بایرون تأسیس گردید.
نخستین استفاده از واژه «سلفی» در مقالات یا رسانه‌های الکترونیکی در یک فروم اینترنتی استرالیایی در ۱۳ سپتامبر ۲۰۰۲ در مطلبی که توسط فردی بنام نیتن هوپ پست شده بود دیده شد.

## روانشناسی خودعکس ها
براساس پژوهش‌هایی که در سال ۲۰۱۳ میلادی در دانشگاه بیرمنگام بر روی افرادی که تعداد قابل ملاحظه‌ای از این دست عکس‌ها را روی پروفایل فیس‌بوک خود به اشتراک می‌گذارند نشان داد که در سطح پایین‌تر از نظر حمایت‌های اجتماعی و صمیمت قرار دارند. همچنین این تحقیق نشان داد بخش عظیمی از عکس‌های افرادی که در سنین ۱۸ تا ۲۴ سال سن دارند از نوع سلفی بوده‌است. شرکت‌های وابسته به صنعت زیبایی هم دائماً تبلیغ می‌کنند تا به نوجوانان و زنان ثابت کنند زیبایی می‌تواند عامل بسیاری از موفقیت‌ها باشد. در نتیجه، هر فرد رسالتی برای زیباتر بودن برای خودش قائل است و به همین دلیل شاهد شکل گرفتن فرهنگی هستیم که در آن هر فرد از دیدن یا برخاستن زیبایی خودش لذت می‌برد. به نظر می‌آید خلق مثبت تأثیر زیادی در میل به خودعکسی دارد و بازیابی خاطرات لحظه ثبت خودعکسی در مردان بهتر از زنان صورت می‌پذیرد.

## آسیب دیدن درحین گرفتن خودعکس
براساس گزارش مجلهٔ تایم، فیلیپین پایتخت عکاسانِ سلفی شناخته می‌شود. شهرهای پاسیگ و ماکاتی در مانیل بیشترین خودعکسی ها را داشته‌اند از هر ۱۰۰هزار خودعکسی ۲۵۸ نفر در هر شرایطی از خودشان عکس می‌گیرند.
ماری روسلو هنگامی که در مدرسهٔ خود در حال گرفتن یک سلفی از پله‌ها سقوط کرد. پسربچه‌ای ۱۵ساله در جنوب مانیل هنگامی که در حال گرفتن یک سلفی و تفنگش بود به اشتباه ماشهٔ تفنگ را کشید و خود را زخمی‌کرد.